# Кара-Шыбак
Кара-Шыбак (кирг. Кара-Шыбак) — село в Чон-Алайском районе Ошской области Кыргызстана. Входит в состав Чон-Алайского айылного аймака.

## География
Село расположено в юго-западной части области, к югу от реки Кызылсу, на расстоянии приблизительно 3 километров (по прямой) к юго-юго-западу от села Дараут-Курган, административного центра района. Абсолютная высота — 2550 метров над уровнем моря.

## Население
Согласно оценочным данным Национального статистического комитета Кыргызской Республики, численность населения села на начало 2023 года составляла 251 человек.
| год     | 2009 | 2014 | 2015 | 2020 | 2021 | 2023 |
| ------- | ---- | ---- | ---- | ---- | ---- | ---- |
| человек | 184  | 169  | 182  | 233  | 240  | 251  |